# 艾杜安奴·祖華
艾杜安奴·尼維斯·彭利拿（Adriano Neves Pereira，1979年5月24日—），巴西职业足球运动员，现效力全南天龍．此前他效力過多間巴西球會及亞洲球會。

## 榮譽
- 加祖列州錦標賽:1998
- Pernambucano州錦標賽:2003
- Cearense州錦標賽:2007

## 外部連結
- K-League Player Record 
- Sambafoot Profile